# Dicranota (Amalopinodes) phantasma
Dicranota (Amalopinodes) phantasma is een tweevleugelige uit de familie Pediciidae. De soort komt voor in het Oriëntaals gebied.